# Kim Jong-hyeok
Kim Jong-hyeok (Koreaans: 김종혁) (13 maart 1983) is een Zuid-Koreaans voetbalscheidsrechter. Hij is sinds 2009 aangesloten bij zowel de wereldvoetbalbond FIFA als de continentale confederatie AFC. Jong-hyeok leidde zijn eerste interland in maart 2009.

## Carrière
In 2011 maakte hij zijn debuut als arbiter op het hoogste competitieniveau van Zuid-Korea in de K-League. Het duel tussen Gwangju FC en Daejeon Citizen (2–1) was zijn eerste wedstrijd in het betaald voetbal. Jong-hyeok deelde zeven gele kaarten uit. Het seizoen 2012 was zijn drukste jaargang tot op dit moment: 21 maal werd hij aangesteld als scheidsrechter (63 gele kaarten, geen rode kaarten). In 2013 werd hij door de AFC geselecteerd voor zes wedstrijden in de AFC Champions League, waaronder de kwartfinale tussen het Japanse Kashiwa Reysol en Al Shabab uit Saoedi-Arabië (1–1). Jong-hyeok leidde op 23 november 2014 de finale van de Zuid-Koreaanse voetbalbeker.
Jong-hyeok werd in maart 2009 voor het eerst aangesteld als scheidsrechter voor een A-interland. De wedstrijd, een kwalificatieduel voor het Oost-Aziatisch kampioenschap voetbal 2010, tussen Guam en Mongolië eindigde in een 1–0 overwinning voor de voetballers van Guam. Jong-hyeok deelde twee gele kaarten uit. Op het hoofdtoernooi in februari 2010 leidde hij één wedstrijd. Zijn eerste interland onder directe auspiciën van de wereldvoetbalbond FIFA volgde op 29 juni 2011, toen hij een kwalificatiewedstrijd voor het wereldkampioenschap voetbal 2014 tussen Mongolië en Myanmar (1–0) leidde. In de negentigste minuut stuurde hij een Myanmarese aanvaller van het veld met een rode kaart. In december 2014 werd Kim Jong-hyeok geselecteerd voor het arbitrageteam voor het Aziatisch kampioenschap voetbal 2015, dat gehouden werd in Australië. Op het toernooi in januari 2015 leidde hij uiteindelijk drie wedstrijden, waaronder de kwartfinale tussen Australië en China (0–2).

## Interlands
| Datum            | Wedstrijd                                    | Uitslag | Competitie                   | Kreeg geel | Kreeg voor de tweede keer geel en dus rood | Weggestuurd |
| ---------------- | -------------------------------------------- | ------- | ---------------------------- | ---------- | ------------------------------------------ | ----------- |
| 11 maart 2009    | Guam – Mongolië                              | 1 – 0   | Kwalificatie OAK 2010        | 2          | 0                                          | 0           |
| 15 maart 2009    | Guam – Macau                                 | 2 – 2   | Kwalificatie OAK 2010        | 0          | 0                                          | 0           |
| 25 augustus 2009 | Hongkong – Noord-Korea                       | 0 – 0   | Kwalificatie OAK 2010        | 1          | 0                                          | 0           |
| 14 februari 2010 | Hongkong – China                             | 0 – 2   | Oost-Aziatisch kampioenschap | 4          | 0                                          | 0           |
| 3 september 2010 | China – Iran                                 | 0 – 2   | Vriendschappelijk            | 5          | 0                                          | 0           |
| 22 december 2010 | China – Macedonië                            | 1 – 0   | Vriendschappelijk            | 3          | 0                                          | 0           |
| 21 maart 2011    | Myanmar – Filipijnen                         | 1 – 1   | Kwalificatie CC 2012         | 0          | 0                                          | 1           |
| 25 maart 2011    | Bangladesh – Filipijnen                      | 0 – 3   | Kwalificatie CC 2012         | 2          | 0                                          | 0           |
| 29 juni 2011     | Mongolië – Myanmar                           | 1 – 0   | Kwalificatie WK 2014         | 1          | 0                                          | 1           |
| 6 februari 2013  | Japan – Letland                              | 3 – 0   | Vriendschappelijk            | 1          | 0                                          | 0           |
| 23 maart 2013    | Indonesië – Saoedi-Arabië                    | 1 – 2   | Kwalificatie AK 2015         | 6          | 0                                          | 0           |
| 15 oktober 2013  | Hongkong – Verenigde Arabische Emiraten      | 0 – 4   | Kwalificatie AK 2015         | 4          | 0                                          | 0           |
| 15 november 2013 | Vietnam – Oezbekistan                        | 0 – 3   | Kwalificatie AK 2015         | 4          | 0                                          | 1           |
| 26 mei 2014      | Australië – Zuid-Afrika                      | 1 – 1   | Vriendschappelijk            | 3          | 0                                          | 0           |
| 11 januari 2015  | Verenigde Arabische Emiraten – Qatar         | 4 – 1   | Aziatisch kampioenschap      | 3          | 0                                          | 0           |
| 16 januari 2015  | Palestina – Jordanië                         | 1 – 5   | Aziatisch kampioenschap      | 1          | 0                                          | 0           |
| 22 januari 2015  | China – Australië                            | 0 – 2   | Aziatisch kampioenschap      | 2          | 0                                          | 0           |
| 31 maart 2015    | China – Tunesië                              | 1 – 1   | Vriendschappelijk            | 0          | 0                                          | 0           |
| 17 november 2015 | Singapore – Syrië                            | 1 – 2   | Kwalificatie WK 2018         | 2          | 0                                          | 1           |
| 29 maart 2016    | Australië – Jordanië                         | 5 – 1   | Kwalificatie WK 2018         | 4          | 0                                          | 0           |
| 11 oktober 2016  | Saoedi-Arabië – Verenigde Arabische Emiraten | 3 – 0   | Kwalificatie WK 2018         | 2          | 0                                          | 0           |
| 23 maart 2017    | Irak – Australië                             | 1 – 1   | Kwalificatie WK 2018         | 3          | 0                                          | 0           |